# República Checa en los Juegos Paralímpicos de París 2024
La República Checa estuvo representada en los Juegos Paralímpicos de París 2024 por un total de 32 deportistas, 18 hombres y 14 mujeres.

## Medallistas
El equipo paralímpico checo obtuvo las siguientes medallas:
| Nombre                           | Deporte       | Evento                       |
| -------------------------------- | ------------- | ---------------------------- |
| Oro                              |               |                              |
| David Kratochvíl                 | Natación      | 400 m libre S11 masculino    |
| Plata                            |               |                              |
| David Kratochvíl                 | Natación      | 100 m espalda S11 masculino  |
| Jiří Suchánek                    | Tenis de mesa | Individual MS2 masculino     |
| Šárka Musilová                   | Tiro con arco | Individual W1 femenino       |
| Šárka Musilová David Drahonínský | Tiro con arco | Por equipos W1 mixto         |
| Bronce                           |               |                              |
| Arnošt Petráček                  | Natación      | 50 m espalda S4 masculino    |
| David Kratochvíl                 | Natación      | 200 m estilos SM11 masculino |
| Tereza Brandtlová                | Tiro con arco | Individual W1 femenino       |